# Cosio di Arroscia
Cosio di Arroscia (ligur nyelven Cüxe) egy olasz község Liguria régióban, Imperia megyében

## Elhelyezkedése

Cosio di Arroscia község Imperia megye térképén

Cosio d’Arroscia az Arroscia-völgyben, a Franciaországtól alig 20 km-re helyezkedik el

## Gazdaság
Legjelentősebb bevételi forrása a mezőgazdaság. Elsősorban szőlőt és olajbogyót (olívabogyót) termesztenek.

## Közlekedés
Megközelíthető az A10 autópályán, az Imperia Est vagy az Albenga lehajtóról, illetve az A6-os autópályáról a Ceva lehajtóról. Legközelebbi vasútállomás Ormea , 17 km-re.

## Fordítás
- Ez a szócikk részben vagy egészben  a   Cosio di Arroscia című olasz Wikipédia-szócikk fordításán alapul.  Az eredeti cikk szerkesztőit annak laptörténete sorolja fel. Ez a jelzés csupán a megfogalmazás eredetét és a szerzői jogokat jelzi, nem szolgál a cikkben szereplő információk forrásmegjelöléseként.